# Беовизија 2003.
Беовизија 2003. је била прва Беовизија, такмичарски фестивал забавне музике. Одржана је од 12. до 14. априла 2003. године.

## Формат
Беовизија је основана 2003. године као фестивал забавне музике, по угледу на Фестивал у Санрему, док је идеја за име узета од фестивала Југовизија којим су се бирали представници Југославије на Песми Евровизије.
Замишљена као генерална проба за национални избор за представника на Песми Евровизије, но и као прилика да се испробају разне могуће форме таквог догађаја, ова се Беовизија по формату значајно разликовала од каснијих. Фестивал се састојао од 3 вечери: вече звезда, такмичарско вече и победничко вече. Првобитно, Беовизија 2003. је требала да се одржи од 23. до 25. марта, али је због атентата на Зорана Ђинђића и проглашења ванредног стања у Србији фестивал померен на 12, 13. и 14. април 2003.
Од око 200 песама пристиглих на конкурс одабрано је 28, које су изведене у такмичарском делу програма, 12. и 13. априла, када је обављено и гласање и уручене три награде жирија за најбоље нумере и шест специјалних награда (види табелу касније), док је 14. априла одржана „Ревија победника“ на којој су поново изведене победничке композиције и уручене награде Фестивала за 2002. годину, по избору медија, издавачких кућа и Уметничког већа Фестивала. Програм су водили манекенка Катарина Ребрача, водитељка Милица Гацин и глумац Феђа Стојановић, а у ревијалном делу прве две вечери наступили су Владо Георгиев и Дејан Најдановић Најда (који је заменио раније најављеног Даду Топића). Посета такмичарским вечерима била је приметно слаба.
Жири Беовизије 2003. су сачињавали Сања Илић (председник жирија; композитор), Слободан Ковачевић и Драган Брајовић (музичари), Ивана Павловић, Тања Бањанин и Лео Мартин (певачи), Богомир Мијатовић (музички критичар), Светлана Ђурашевић и Александар Филиповић (новинари). Са 75 поена, победио је Тоше Проески са песмом Чија си, коју је написала Леонтина Вукомановић (којој је припала и награда од 300.000 динара) и Жељко Јоксимовић; ова песма победила је и у гласању публике СМС-ом, које у овом издању Беовизије није рачунато у коначном рангу.  Приметно је било готово потпуно одсуство извођача који снимају за издавачку кућу City records, која је тако фактички бојкотовала фестивал сматрајући га намештеном приватном манифестацијом. Фестивал Беовизија 2003. затворила је Јелена Карлеуша. Карлеуша је спуштена са плафона сале, а потом је, након неколико нумера са играчима, извела и завршну песму Манијак, пипкајући се у стилу Мадоне на великом кревету специјално за ову прилику изнесеном на бину са групом готово нагих мушкараца, што се наставило скакањем по кревету и напокон цепањем јастука те летењем перја и конфета.
Беовизија 2003. била је најгледанији забавни програм у Србији те године.
Идеја о покретању Беовизије 2003. године, пред повратак Србије и Црне Горе на Песму Евровизије након 12 година одсуства, припада уметничкој директорки Марини Туцаковић. Првобитно, Беовизија је замишљена као фестивал на којем би се почевши од 2004. бирао представник Србије и Црне Горе за Песму Евровизије, но у каснијим разговорима са Радио-телевизијом Црне Горе овај предлог је замењен заједничким фестивалом Европесма-Еуропјесма, на којем онда, користећи Беовизију као полуфинале Србије, наступа и одређен број најбоље пласираних композиција са Беовизије, према правилнику који се мењао сваке године.

## Учесници
| Извођач(и)          | Песма                     | Музика и текст                                             |
| ------------------- | ------------------------- | ---------------------------------------------------------- |
| Ана Николић         | Јануар                    | Љиља Јорговановић Марина Туцаковић Александар Милић (Мили) |
| Агата               | Можда сутра, можда пре    | Михаило Игњатовић                                          |
| Банда               | Буди моја                 | Елвир Бандић                                               |
| Беби Дол            | Тврдоглава                | Владимир Граић                                             |
| Браца               | Грех                      | Срђан Чолић (Моби)                                         |
| Данијела Вранић     | Хотел са пет звездица     | Марина Туцаковић Александар Милић (Мили)                   |
| Дарко               | Стидим се                 | Јелена Трифуновић                                          |
| Делча               | Анђели                    | Милан Делчић (Делча)                                       |
| Дора                | На крају пута             | Добрила Тодоровић Владимир Граић                           |
| Екстра Нена         | Човек ког сам волела      | Александар Филиповић                                       |
| Жељко Самарџић      | Ја те волим више          | Алек Алексов Марина Туцаковић Саша Драгић                  |
| Јеллена             | Преварићу те              | Нена Лековић                                               |
| Ксенија Мијатовић   | Мирис туге                | Александра Ковач Стеван Тодоровић                          |
| Лидија              | Кад једном одеш           | Мирослав Сивч Славко Роман (Рондо)                         |
| Мари Мари           | Све је то на образ мој    | Марија Марић                                               |
| Маријана Злопаша    | Хладно срце               | Ана Станић Гордан Копил                                    |
| Марина Перазић      | Секс без додира           | Марина Туцаковић Горан Топрек                              |
| Маја Николић        | Граница                   | Владимир Граић                                             |
| Могул               | Очи кафене                | Нена Лековић                                               |
| Наташа Којић        | Сањалица                  | Наташа Којић (Таша)                                        |
| Оливера Аранђеловић | А волела сам              | Љиља Јорговановић Александар Марковић                      |
| Плаво небо          | Празнина                  | Горјана Рајић Стеван Нинчевић                              |
| Пропаганда 117      | Тешка туга                | Александар Сретеновић                                      |
| Темпо Славија       | Удај се за богаташа       | Љиља Јорговановић Марина Туцаковић Александар Милић (Мили) |
| Теодора Бојовић     | Мој свет си ти            | Снежана Вукомановић Мирко Вукомановић                      |
| Тоше Проески        | Чија си                   | Жељко Јоксимовић Леонтина                                  |
| Трио Пасаж          | Спаси ме                  | Владимир Граић                                             |
| Хуса                | Можда нисам добар за тебе | Марина Туцаковић Хусеин Алијевић (Хуса)                    |

## Ток такмичења

### Вече звезда
Током вечери звезда, жири је прогласио победнике награда за 2002. годину.

### Такмичарско вече
РТС је добио око 200 пријава. Првобитно је требало да учествује 24 песме, али на крају је за Беовизију одабрано 28.
| Извођач(и)          | Песма                     | Пласман | Пласман |
| Извођач(и)          | Песма                     | Публика | Жири    |
| ------------------- | ------------------------- | ------- | ------- |
| Тоше Проески        | Чија си                   | 1.      | 1.      |
| Теодора Бојовић     | Мој свет си ти            |         | 2.      |
| Жељко Самарџић      | Ја те волим више          |         | 3.      |
| Ксенија Мијатовић   | Мирис туге                |         | 4.      |
| Маријана Злопаша    | Хладно срце               |         | 5.      |
| Ана Николић         | Јануар                    |         |         |
| Агата               | Можда сутра, можда пре    |         |         |
| Банда               | Буди моја                 |         |         |
| Беби Дол            | Тврдоглава                |         |         |
| Браца               | Грех                      |         |         |
| Дарко               | Стидим се                 |         |         |
| Делча               | Анђели                    |         |         |
| Дора                | На крају пута             |         |         |
| Екстра Нена         | Човек ког сам волела      |         |         |
| Лидија              | Кад једном одеш           |         |         |
| Мари Мари           | Све је то на образ мој    |         |         |
| Марина Перазић      | Секс без додира           |         |         |
| Маја Николић        | Граница                   |         |         |
| Могул               | Очи кафене                |         |         |
| Наташа Којић        | Сањалица                  |         |         |
| Оливера Аранђеловић | А волела сам              |         |         |
| Плаво небо          | Празнина                  |         |         |
| Пропаганда 117      | Тешка туга                |         |         |
| Данијела Вранић     | Хотел са пет звездица     |         | 23.     |
|                     | Преварићу те              |         | 23.     |
| Темпо Славија       | Удај се за богаташа       |         | 23.     |
| Трио Пасаж          | Спаси ме                  |         | 23.     |
| Хуса                | Можда нисам добар за тебе |         | 23.     |

| Награде уметничког савета Фестивала      |                       |
| Текст                                    | Александар Сретеновић |
| Аранжман                                 | Александра Ковач      |
| Интерпретација                           | Мари Мари             |
| Сценски наступ                           | Марина Перазић        |
| Дебитантски наступ                       | Ана Николић           |
| Награда публике (изгласана СМС порукама) | Тоше Проески          |

| Годишње награде Фестивала за 2002. годину |                 |
| Откриће године                            | Бојан Маровић   |
| Етно албум                                | Биља Крстић     |
| Албум првенац                             | Васил Хаџиманов |
| Спот године                               | Група 187       |
| Етно песма                                | ДНД             |
| Поп албум                                 | Жељко Самарџић  |
| Балада године                             | Саша Матић      |
| Етно-поп албум                            | Неда Украден    |
| Издање на страном језику                  | Ортодокс Келтс  |
| Поп-денс албум                            | Гоца Тржан      |
| Рок певач                                 | Ана Станић      |
| Рок група                                 | Ван Гог         |
| Поп аутор                                 | Владо Георгиев  |
| Инострани пробој године                   | Јелена Карлеуша |